# Grube Gottesgabe
Die Grube Gottesgabe war ein Silberbergwerk bei Roth (Gemeinde Eschenburg) im Lahn-Dill-Kreis. Die Grube lag zwischen Mandeln und Roth im Schmarbachtal. Abgebaut wurde ungefähr zwischen 1695 und 1941 silberhaltiges Erz.
Die Grube baute auf einem Kupferkies-Fahlerz-Gangschwarm, wie auch die Gladenbacher Grube. Valentinus berichtet über die relativ späte Entdeckung des Erzvorkommens: „Gegen Ende des Jahres 1695 war zwei Bauern aus Roth aufgefallen, dass an einem Berghang Reif und Schnee, wenn sie nicht sehr hoch lagen, gleich wieder wegschmolzen, während sie dicht daneben liegen blieben. Da auch eine Wünschelrute an dieser Stelle ausschlug, vermuteten die Bauern, dass hier Erzadern vorhanden seien, und sie wurden auch in einem Schürfloch fündig.“
Landgraf Ernst Ludwig sendete seinen Bergmeister Johannes Adam Rephun nach Roth um die Funde zu bestätigen. Eine Gewerkschaft wurde gegründet und ca. 500 m von Schloss Wittgenstein entfernt, wurden 15 Mark Feinsilber (ca. 3,5 kg) aus 400 Pfund Silbererz erschmolzen.
In den darauffolgenden Jahrhunderten wechselten die, meist wenig erfolgreichen Besitzer häufig (insgesamt ca. 10 mal). Um 1750 nahm Kirschbaum, ein Düsseldorfer Bankier, die Gewinnung von Quecksilber auf. Um 1850 gehörte die Grube Graf Reichenbach-Sesonitz aus Frankfurt, welcher die gewonnenen Erze in der Wissenbacher Hütte verschmolz. Er verkaufte die Grube 1887. Um 1910 gab es einen hoffnungsvollen Aufschwung und eine 1000-teilige Gewerkschaft 'Gottesgabe' wurde gegründet. An dieser waren überwiegend Kölner Unternehmer beteiligt. 1916 wurde die Grube unter großen Kosten ausgebaut.
Über einen Blindschacht konnte der Gang 72 m unterhalb der Stollensohle, des im Eibachtal angesetzten Stollens, aufgeschlossen werden. Eine moderne Schwimmaufbereitung entstand über Tage. Zeitweise waren bis zu 100 Arbeiter  beschäftigt. Aber die Wirtschaftlichkeit konnte nicht langfristig gewährleistet werden. 1926 kam der Grubenbetrieb zum Erliegen. Zuletzt wurde von 1935 bis 1941 abgebaut. Heute dient der tiefe Stollen, welcher bereits 1750 eine Gesamtlänge von 450 m maß, der Wassergewinnung der Gemeinde. Stollen, Pingen und Halden kleinerer Gruben in der Nachbarschaft, sowie der Gruben Feste Burg, Priester Aaron, und Reicher Segen können noch im Gelände aufgefunden werden.